# Dimitri Logothetis

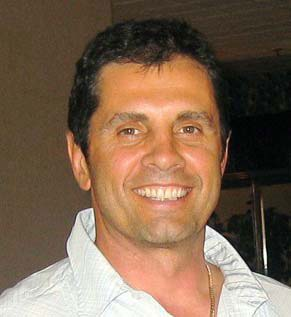
Dimitri Logothetis (2004)

Dimitri Logothetis ist ein US-amerikanischer Schauspieler, Regisseur und Filmproduzent.

## Leben
Nach der High School begann Logothetis seine Karriere als Bühnen- und Filmschauspieler. Im Film New York, New York (1977) traf er mit Martin Scorsese zusammen der in für das Regiefach begeisterte. Nach seinem Master-Abschluss an der Filmhochschule 1979 führte er erstmals Regie beim Kurzfilm Call Me Kaiser. Es folgte eine Dokumentation über die Rockband The Knack, The Knack at Carnegie Hall (1979). Logothetis wurde daraufhin ins Graduiertenprogramm an der Loyola Marymount University aufgenommen. 1986 sein Kinofilm Regiedebüt bei Pretty Smart (Die Bikinifalle). Seit 1989 führt Logothetis seine eigene Produktionsfirma im selben Jahr erschien seine Dokumentation Champions forever – Muhammad Ali: Athlet des Jahrhunderts. Er ist seither als Drehbuchautor, Regisseur und Produzent für Film und Fernsehen aktiv.

## Filmografie (Auswahl)
als Schauspieler
- 1976: Unternehmen Entebbe
- 1977: New York, New York
- 1977: Die Chorknaben
- 1978: Zoltan, Draculas Bluthund
- 1994: Beretta’s Island
- 1996: Club der Gespielinnen

als Regisseur
- 1987: Die Bikinifalle (Pretty Smart)
- 1988: Slaughterhouse – Ein Horror-Trip ins Jenseits
- 1989: Champions forever – Muhammad Ali: Athlet des Jahrhunderts
- 1994: Body Shot – Ums nackte Überleben
- 1996: Passion Overkill – Lust die tötet
- 1997: The New Adventures of Robin Hood (2 Folgen)
- 1998: Mike Hammer, Private Eye (2 Folgen)
- 1998–1999: Air America (11 Folgen)
- 2005: The Lost Angel
- 2018: Kickboxer: Die Abrechnung (Kickboxer: Retaliation)
- 2020: Jiu Jitsu

als Produzent
- 1989: Champions forever – Muhammad Ali: Athlet des Jahrhunderts
- 1992: Schlafwandler (Ausführender Produzent)
- 1994: Body Shot – Ums nackte Überleben
- 1996: Club der Gespielinnen
- 2016: Kickboxer: Die Vergeltung (Kickboxer: Vengeance)

als Drehbuchautor
- 1988: Slaughterhouse – Ein Horror-Trip ins Jenseits
- 2000: Code Name: Eternity – Gefahr aus dem All (4 Folgen)
- 2005: The Lost Angel
- 2016: Kickboxer: Die Vergeltung
- 2018: Kickboxer: Die Abrechnung (Kickboxer: Retaliation)
- 2020: Jiu Jitsu